# Grand Prix automobile d'Europe 2001
GP précédent GP suivant
Le Grand Prix automobile d'Europe 2001 (2001 Warsteiner Grand Prix of Europe), disputé sur le Nürburgring en Allemagne le 24 juin 2001, est la 672e épreuve de l'histoire du championnat du monde de Formule 1 courue depuis 1950 et la neuvième manche du championnat 2001.

## Classement

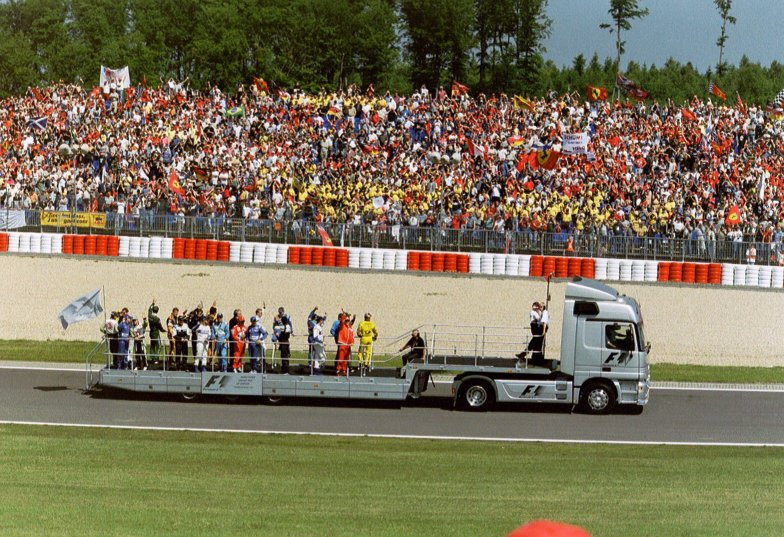
La présentation des pilotes.

| Pos. | No | Pilote                | Écurie           | Tours | Temps/Abandon                      | Grille | Points |
| ---- | -- | --------------------- | ---------------- | ----- | ---------------------------------- | ------ | ------ |
| 1    | 1  | Michael Schumacher    | Ferrari          | 67    | 1 h 29 min 42 s 724 (204,154 km/h) | 1      | 10     |
| 2    | 6  | Juan Pablo Montoya    | Williams-BMW     | 67    | + 4 s 127                          | 3      | 6      |
| 3    | 4  | David Coulthard       | McLaren-Mercedes | 67    | + 24 s 993                         | 5      | 4      |
| 4    | 5  | Ralf Schumacher       | Williams-BMW     | 67    | + 33 s 345                         | 2      | 3      |
| 5    | 2  | Rubens Barrichello    | Ferrari          | 67    | + 45 s 495                         | 4      | 2      |
| 6    | 3  | Mika Häkkinen         | McLaren-Mercedes | 67    | + 1 min 04 s 868                   | 6      | 1      |
| 7    | 18 | Eddie Irvine          | Jaguar-Ford      | 67    | + 1 min 06 s 198                   | 12     |        |
| 8    | 19 | Pedro de la Rosa      | Jaguar-Ford      | 66    | + 1 tour                           | 16     |        |
| 9    | 10 | Jacques Villeneuve    | BAR-Honda        | 66    | + 1 tour                           | 11     |        |
| 10   | 17 | Kimi Räikkönen        | Sauber-Petronas  | 66    | + 1 tour                           | 9      |        |
| 11   | 7  | Giancarlo Fisichella  | Benetton-Renault | 66    | + 1 tour                           | 15     |        |
| 12   | 23 | Luciano Burti         | Prost-Acer       | 65    | + 2 tours                          | 17     |        |
| 13   | 8  | Jenson Button         | Benetton-Renault | 65    | + 2 tours                          | 20     |        |
| 14   | 21 | Fernando Alonso       | Minardi-European | 65    | + 2 tours                          | 21     |        |
| 15   | 22 | Jean Alesi            | Prost-Acer       | 64    | Sortie de piste                    | 14     |        |
| Abd. | 14 | Jos Verstappen        | Arrows-Asiatech  | 58    | Moteur                             | 19     |        |
| Abd. | 16 | Nick Heidfeld         | Sauber-Petronas  | 54    | Transmission                       | 10     |        |
| Abd. | 11 | Heinz-Harald Frentzen | Jordan-Honda     | 48    | Panne électrique                   | 8      |        |
| Abd. | 12 | Jarno Trulli          | Jordan-Honda     | 44    | Pression d'huile                   | 7      |        |
| Abd. | 15 | Enrique Bernoldi      | Arrows-Asiatech  | 29    | Boîte de vitesses                  | 18     |        |
| Abd. | 9  | Olivier Panis         | BAR-Honda        | 23    | Boîte de vitesses                  | 13     |        |
| Abd. | 20 | Tarso Marques         | Minardi-European | 7     | Panne électrique                   | 22     |        |

## Pole position et record du tour
- Pole position : Michael Schumacher en 1 min 14 s 960 (vitesse moyenne : 218,805 km/h).
- Meilleur tour en course : Juan Pablo Montoya en 1 min 18 s 354 au 27e tour (vitesse moyenne : 209,327 km/h).

## Tours en tête
- Michael Schumacher : 66 (1-28 / 30-67)
- Juan Pablo Montoya : 1 (29)

## Statistiques
- 49e victoire pour Michael Schumacher.
- 140e victoire pour Ferrari en tant que constructeur.
- 140e victoire pour Ferrari en tant que motoriste.